# Triakontazona brentanum
Triakontazona brentanum är en mångfotingart som först beskrevs av Karl Wilhelm Verhoeff 1927.  Triakontazona brentanum ingår i släktet Triakontazona och familjen knöldubbelfotingar. Inga underarter finns listade i Catalogue of Life.